# Let L-410 Turbolet
Let L-410 Turbolet je český (původně československý) dopravní a transportní letoun, určený pro regionální dopravu. Dokáže pojmout až 19 cestujících nebo 1,7 tun nákladu. Mezi jeho výhody patří robustní konstrukce, bezpečnost, teplotní odolnost (–50 °C až +50 °C) a schopnost přistání či vzletu na krátkém a neudržovaném terénu. Typ poprvé vzlétl 16. dubna 1969. Od začátku výroby v roce 1971 bylo vyrobeno přes 1200 kusů. Hlavním odběratelem těchto strojů byl Sovětský svaz, později Rusko. Jsou prodávány také do zemí Asie, Afriky, Evropy a Jižní Ameriky.

## Historie

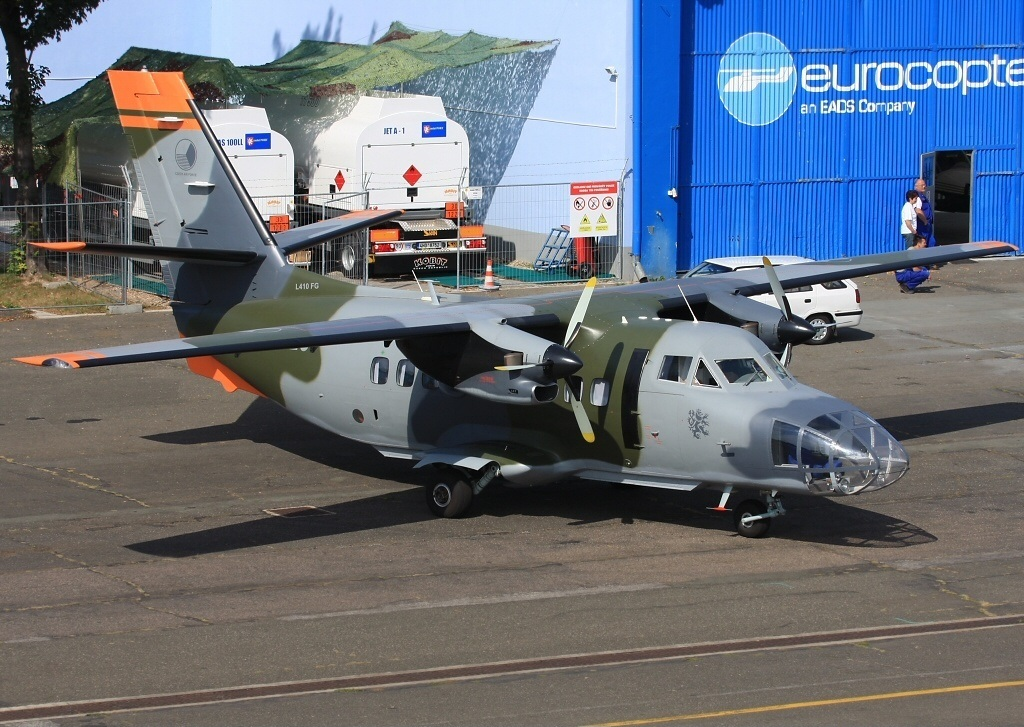
Let L-410FG českého letectva

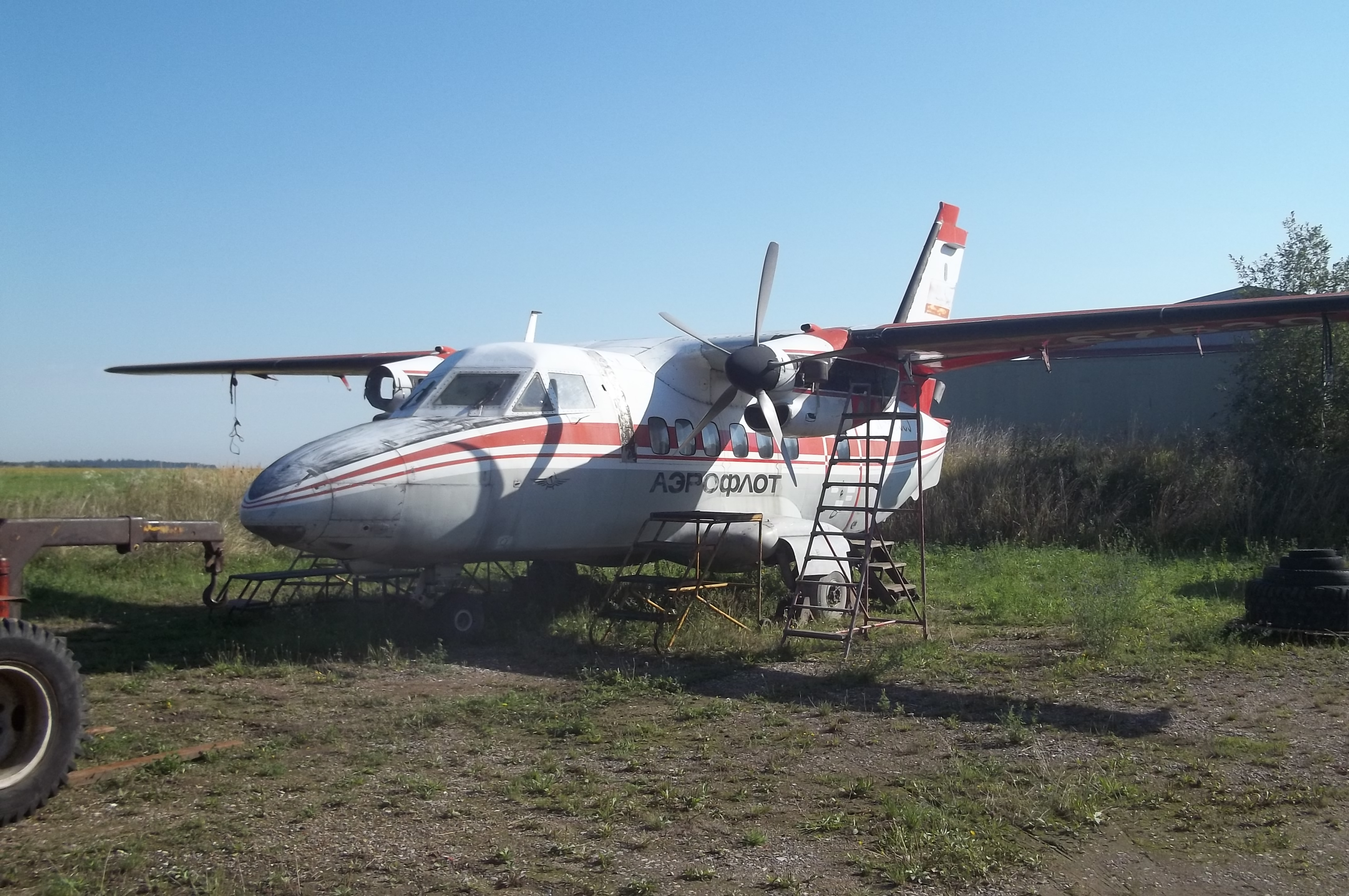
Let L-410 Turbolet v barvách ruského Aeroflotu

Vývoj letounu začal v polovině 60. let pod označením L-400, přepracovaná verze byla představena jako L-410. Prototyp XL-410 (výrobní číslo 001, OK-60, později OK-YKE) vzlétl 16. dubna 1969 ještě s motory Pratt & Whitney Canada PT6-A27 a třílistými vrtulemi Hamilton Standard, protože se vývoj motorů Walter M601 opozdil. Zálet provedli tovární piloti Ing. Vladimír Vlk a Ing. František Svinka. Sériové stroje dostaly tří- anebo čtyřlisté vrtule Hartzell.
Když byl dokončen vývoj československých motorů Walter M601, byly motory PT-6 nahrazeny M 601A (později M 601B) a letoun dostal třílisté vrtule Avia V508. Stroj dostal označení L-410M, prototyp byl připraven v roce 1973 a roku 1974 uskutečnil první let, roku 1975 začaly dodávky do SSSR.

### L-610
Z letounu L-410 vycházel větší typ L-610 pro 40 pasažérů s přetlakovou kabinou. Vznikl jen v deseti prototypech.

### L-410 UVP
Další variantou byl L-410UVP (ruská zkratka pro krátký vzlet a přistání, anglicky STOL), který má prodloužený trup, zvětšené rozpětí křídla a vzepětí stabilizátoru bylo upraveno na +7°. Do systému automatického praporování byla přidána ploška ABC (Automatic bank control). Jedná se o plošku na konci křídla, která se automaticky otevře při výpadku jednoho motoru, ovšem pouze do rychlosti 205 km/hod. Křídlo bylo vybaveno interceptory. Bylo zlepšeno vybavení i brzdy. Nejprve do něj byly montovány motory M601B se stejným výkonem, ale při vyšších teplotách účinnějším, později se však začaly montovat motory M601D a vrtule V508D. Počet míst je 15. Vzletová dráha je přibližně 456 metrů.
Nejběžnější variantou je L-410 UVP-E se zvýšenou maximální vzletovou hmotností, silnějšími motory Walter M601E, pětilistými vrtulemi V510. Na konec křídel se dají namontovat koncové nádrže. Prototyp vzlétl roku 1984 a roku 1985 se započalo s výrobou. Existují další podverze UVP-E: UVP-E9 a UVP-E20, které se liší detaily z důvodu dobových požadavků na vyhovění předpisům JAR 25 resp. FAR-23. Poslední verzí Turboletu je L-420 s motory M601F, který byl certifikován americkým FAA. L-410 verzí M až E (vč. E9 a E20) má typový certifikát vydaný EASA.
Od roku 2014 se testuje speciální verze Let L-410 UVP-E20 s lyžemi na podvozku („ski verze"). V dubnu 2017 proběhlo úspěšné testování této verze na ruské základně 100 km od severního pólu, která je vybudována na driftujícím ledu v místě 89. rovnoběžky.
Celkem bylo vyrobeno přes 1200 kusů. Okolo 350 jich bylo v provozu v roce 2008. Nejvíce jich bylo dodáno do SSSR a odtud byly dále přeprodány do zemí Asie, Afriky a Jižní Ameriky, několik strojů létá v Rusku a dalších bývalých státech SSSR. V Evropě je v provozu cca 50 kusů jak v civilní letecké dopravě, tak u vojenských letectev.
Začátkem 21. století se většina vyrobených letounů dodávala do Ruska, k tomu se dařilo prodávat několik kusů i jiným zákazníkům z Evropy, Asie i Afriky. Zlom přišel ale v roce 2022, kdy po ruské invazi na Ukrajinu a následných sankcích západních zemí, a tedy i Evropské unie, se ruský trh i pro letouny L 410 uzavřel. 
V té době měla také Aircaft Industries, která letoun vyrábí, ruského majitele - skupinu UGMK. V roce 2022 tak proběhla akvizice firmy skupinou OMNIPOL, která hledá pro letouny jiná odbytiště. A má za sebou již první prodané kusy L-410.

### L-410 NG
Dne 29. července 2015 poprvé vzlétl letoun Let L-410 NG (nová generace), modernizovaný L-410 UVP-E20. Oproti starším typů má prodloužený „nos" pro více úložného prostoru, nové výkonnější a tišší motory GE H85 s vrtulemi AV-725, novou konstrukci křídel a novou modernější kabinu a skleněný kokpit od Garmin. Má větší dolet a vytrvalost oproti původním typům, pojme o 400 kg více nákladu. Bude prodáván ve všech variacích jako jeho předchůdce L-410 UVP-E20. Pro zvýšení životnosti a snížení cen údržby dojde v českém leteckém průmyslu poprvé k použití „Damage Tolerance“.

## Popis konstrukce
Jedná se o hornoplošný, samonosný jednoplošník. Konstrukci trupu tvoří celokovová poloskořepina, křídlo je dvounosníkové, vybavené dvouštěrbinovými klapkami, spoilery a ploškami automatického klonění. Kormidla jsou duralové konstrukce potažené plátnem. Pohonnou jednotku tvoří dva turbovrtulové motory Walter M 601 nebo GE H80-200 a vrtule Avia V508, V510 nebo AV-725 – vrtule stálých otáček s možností praporování a reverzu. Elektrická soustava je napájena stejnosměrným napětím 28V. Letoun je vybaven hlavním a záložním hydraulickým systémem. Podvozek a vztlakové klapky jsou ovládané hydraulicky. Letoun je schopen přistávat na malých a neupravených letištích, cca délka 500m  a schopen provozu v extrémních podmínkách od +50 °C do −50 °C, je certifikován pro lety dle přístrojů (IFR), přesné přiblížení ILS CAT 1. Dolet cca 1300 km, s koncovými nádržemi, umístěných na konci křídel.

## Varianty
- L-410A základní dopravní úprava s motory PT6A-27 a vrtulemi Hartzell HC-B3TN-3D
- L-410AS salónní provedení
- L-410AB s čtyřlistými vrtulemi Hartzell HC-B4TN-3
- L-410AG
- L-410AF fotogrammetrická varianta dodaná do Maďarska v roce 1974 (v.č. 740303, HA-YFA)
- L-410FG fotogrammetrická varianta zalétaná 30. června 1984 osádkou Stanislav Sklenář a Ing. Vladimír Vlk (t.p.z. OK-168)
- L-410M prototyp zalétán v roce 1974, motory Walter M601A a vrtulemi Avia V-508, celková produkce 110 ks.
- L-410MA motory Walter M601B, vrtule Avia V-508B
- L-410MU zabudováno zařízení na automatickou korekci příčného náklonu a automatické praporování vrtule při vysazení jednoho motoru
- L-410 UVP první prototyp vzlétl 1. listopadu 1976 s osádkou Ing. Vladimír Vlk a Ing. František Svinka (v.č. X01, OK-166, později ve VZLÚ OK-030)
- L-410 UVP-LW
- L-410 UVP-E zalétán 15. srpna 1989 osádkou František Srnec a Miloslav Tošovský (v.č. 892311, t.p.z. OK-152)
- L-410 UVP-E3
- L-410 UVP-E9
- L-410 UVP-E20
- L-410 UVP-E20G
- L-420 vyrobeny pouze 3ks
- L-410 NG modernizovaný letoun L-410 UVP-E20
- L-410T výsadková/sanitní/nákladní varianta
- L-410LW (Low Weight) snížená maximální vzletová hmotnost ze 6400 kg na 5700 kg
- L-420 XXL Studie nákladní verze se zvýšeným stropem kabiny pro 3 kontejnery MD3 (FEDEX) nebo 2000 kg nákladu

## Uživatelé
[kdy?]

### Armádní
- Bulharsko
- Česko
- Džibutsko (vládní letka)
- Estonsko (pohraniční stráž)
- Maďarsko
- Lotyšsko
- Libye
- Litva

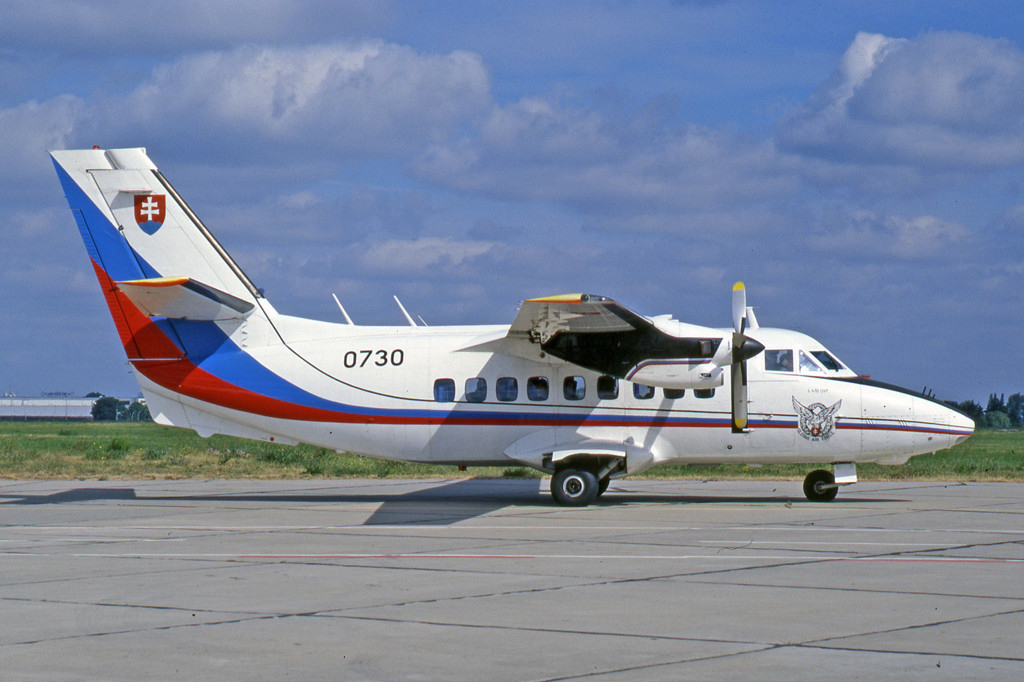
Slovenský L-410UVP na letišti Schönefeld v Berlíně, 8. červen 2000

- Polsko – pro pobřežní stráž byly objednány dva hlídkové letouny vyvinuté na základě verze L-410 UVP-E20. Mimo jiné nesou radar a optoelektronické pozorovací systémy. Předány byly roku 2020.[5]
- Rusko
- Slovensko
- Slovinsko
- Tunisko
- Ukrajina

### Civilní
- Bosna a Hercegovina
  - Icar Air

- Brazílie
  - NHT Linhas Aéreas (BRAVA Linhas Aéreas)
  - Sol Linhas

- Bulharsko
  - Heli Air Services

- Chile
  - Aerocord

- Kolumbie
  - Searca

- Komory
  - Inter îles Air

- Kostarika
  - Nature Air

- Česko
  - Silver Air
  - Van Air Europe

- Gruzie
  - Vanilla Sky[6]

- Haiti
  - Tortug' Air

- Honduras
  - Aerolíneas Sosa
  - CM Airlines

- Maďarsko
  - ABC Air Hungary
  - Budapest Aircraft Service

- Indie
  - Zav Airways

- Keňa
  - Mombasa Air Safari

- Nepál
  - Summit Air

- Filipíny
  - Sky Pasada

- Rusko
  - Aeroflot
  - Kazan Air Enterprise
  - Khabarovsk Airlines
  - Komiaviatrans
  - KrasAvia
  - Orenburžie

- Tanzanie
  - ZanAir
  - Air Excel

- Ukrajina
  - Rivne Universal Avia

## Specifikace (L-410 UVP-E20 /L-420)

### Technické údaje
- Posádka: 2
- Kapacita: 19 cestujících nebo 1800 kg nákladu
- Délka: 14,424 m
- Rozpětí: 19,479  m (19,980 m s koncovými nádržemi)
- Výška: 5,969 m
- Nosná plocha: 35,18 m²
- Hmotnost (prázdný): 4150 kg
- Maximální vzletová hmotnost: 6600 kg
- Pohonná jednotka: 2× turbovrtulový motor Walter M601E/F/H80-200, každý o výkonu 560/580/597 kW s vrtulemi Avia V510/AV-725

### Výkony
- Maximální rychlost Vmo: 181 KIAS (335 km/h)
- Maximální (technický) dolet: 1500 km
- Maximální povolená výška letu: 4100 m
- Praktický dostup – oba motory v chodu: 8382 m
- Stoupavost: 8,5 m/s (1,8 m/s na jeden motor)